# Be'erot Yitzhak
Sablon:Infobox Kibbutz

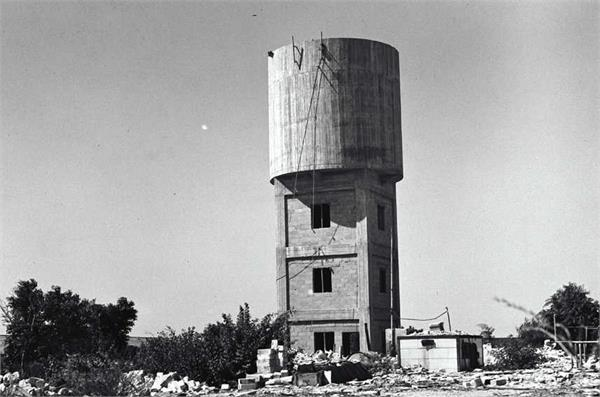
Be'erot Yitzhak 1945-ben

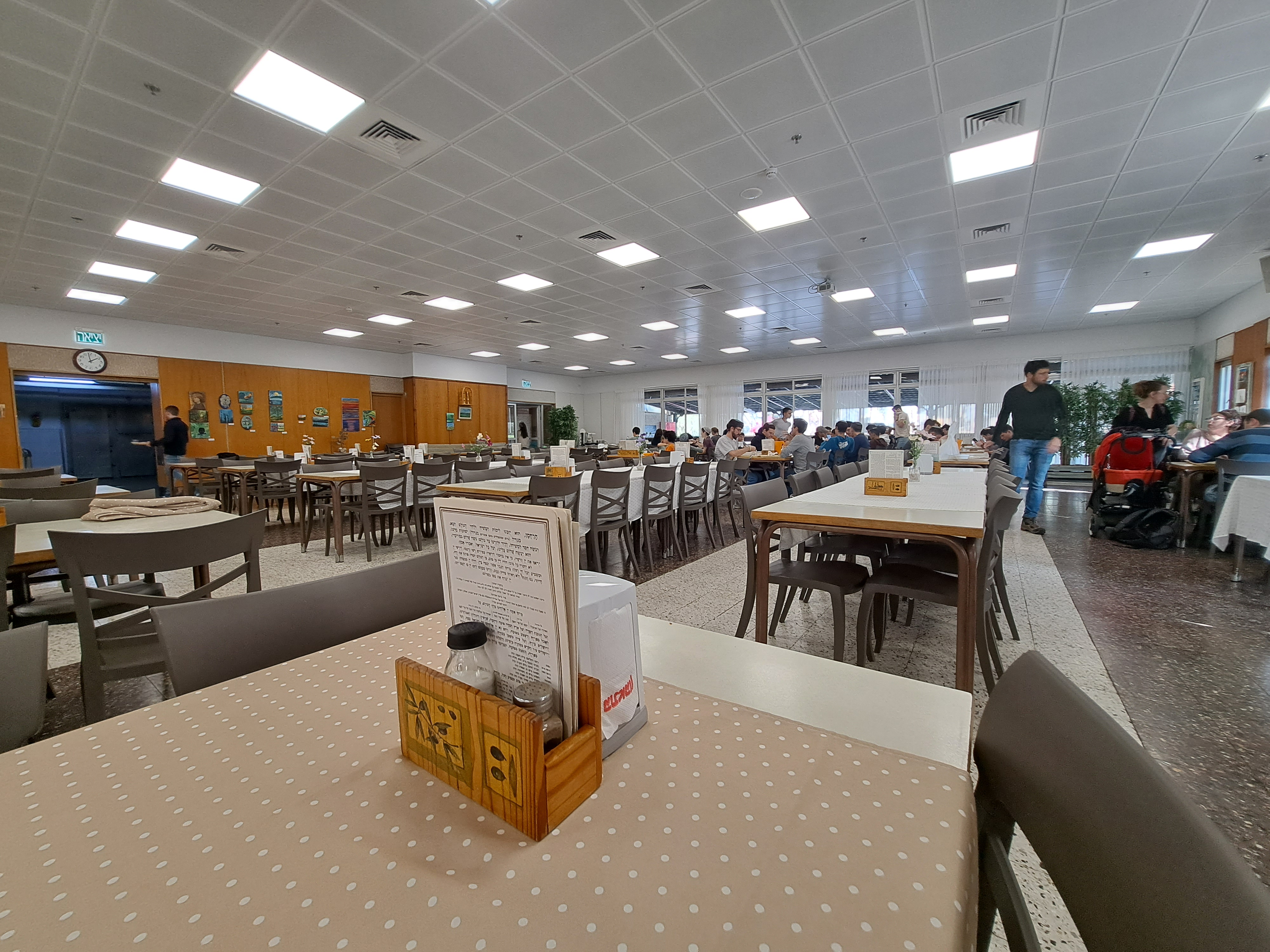
Közös étkező

Be'erot Yitzhak (héberül: בְּאֵרוֹת יִצְחָק , "Izsák Kútjai") egy vallásos kibuc Izrael középső részén, Jehud közelében. A Hevel Modi'in Regionális Tanács fennhatósága alá tartozik. 2021 ben 470 lakosa volt. A Be'erot Yitzhak kibuc eredetileg a Negevben, Gáza közelében alakult meg ahonnan 1952-ben, a kibucot a Be'erot Yitzhak csatában elpusztították és elhagyták, a jelenlegi helyén, Petah Tivkától délre költözött.

## Történelme

### Oszmán korszak
A 18. és 19. században a terület Lod Nahiyeh (alkerületének) része volt, amely a mai Modi'in-Maccabim-Re'ut, El'ad északi része, és a hegy lábától keleti területeket, valamint nyugaton a Lod-völgyön át Jaffa külvárosáig érő területeket foglalta magába. Ezen a területen több ezrek laktak, körülbelül 20 faluban, amelyeket több tízezer hektárnyi kiváló mezőgazdasági terület vesz körül.

### Brit mandátum korszaka
A kibucot először 1943-ban hozták létre Gáza közelében, a mai Alumim és Nahal Oz helyén. A kibucot Csehszlovákiából és Németországból érkezett bevándorlók, a HaPoel HaMizrachi mozgalom tagjai, alapították. A név Izsák pátriárka vízkeresésére utal ezen a területen. 1947-ben 150 lakosa volt. Az 1948-as arab–izraeli háború során a kibuc súlyos veszteségeket szenvedett, és az egyiptomi hadsereg súlyos károkat okozott a beerot Jichák-i csatában, amelynek része volt a légi bombázás is. A Zsidó Nemzeti Alap (KKL) jelentése szerint az egyiptomi erőket kiverték, de több száz veszteséget szenvedtek el.

### Államalapítás után
1949-ben sikertelen kísérletet tettek a kollektíva újraalapítására Wilhema maradványain. A kibuc 1952-ben költözött jelenlegi helyére közép-Izraelbe.

## Fordítás
Ez a szócikk részben vagy egészben  a   Be'erot Yitzhak című angol Wikipédia-szócikk ezen változatának fordításán alapul.  Az eredeti cikk szerkesztőit annak laptörténete sorolja fel. Ez a jelzés csupán a megfogalmazás eredetét és a szerzői jogokat jelzi, nem szolgál a cikkben szereplő információk forrásmegjelöléseként.